# František Hlávka
František Hlávka (18. května 1856 Tišice – 22. dubna 1946 Hradec Králové) byl český a československý politik z východních Čech a meziválečný senátor Národního shromáždění.

## Biografie
Od roku 1872 se učil zámečníkem ve Vídni. Po krátkou dobu pracoval v Čakovicích a v Praze. Angažoval se v dělnickém hnutí. V roce 1890 se v Praze účastnil stávky. Byl pak vězněn a propuštěn z práce. Od roku 1890 pracoval ve Škodových závodech v Hradci Králové. I zde byl politicky aktivní. Roku 1921 zakládal místní organizaci KSČ V Hradci Králové.
V parlamentních volbách v roce 1925 získal za Komunistickou stranu Československa senátorské křeslo v Národním shromáždění. Po parlamentních volbách v roce 1929 se do horní komory dostal znovu, nyní ovšem až dodatečně v roce 1930 jako náhradník poté, co zemřel senátor Filip Dobrovolný. V senátu setrval do roku 1935.
Profesí byl strojvůdce v Hradci Králové. Ve 30. letech 20. století vedl v Hradci Králové list Pochodeň, tiskový orgán KSČ ve východních Čechách. Roku 1939 byl zatčen, ale později propuštěn.